# Flavours
Flavours es un álbum de estudio de la banda de rock canadiense The Guess Who, publicado en octubre de 1974 por RCA Records. Fue el primer disco de la banda en contar con el guitarrista Domenic Troiano.

## Lista de canciones
Todas las canciones escritas por Burton Cummings y Domenic Troiano.
1. "Dancin' Fool" – 3:34
2. "Hoe Down Time" – 3:52
3. "Nobody Knows His Name" – 3:19
4. "Diggin' Yourself" – 3:42
5. "Seems Like I Can't Live with You, But I Can't Live Without You" – 5:28
6. "Dirty" – 5:30
7. "Eye" – 3:57
8. "Loves Me Like a Brother" – 3:26
9. "Long Gone" – 7:59

## Personal
- Burton Cummings – voz, teclados
- Garry Peterson – coros, batería
- Domenic Troiano – guitarras, coros
- Bill Wallace – coros, bajo